# Hochschulradio düsseldorf

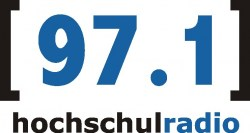
Logo des hochschulradio düsseldorf

hochschulradio düsseldorf ist ein Radiosender von Studierenden für Studierende im Stadtgebiet von Düsseldorf. Das Programm wird von Mitgliedern der vier Hochschulen in Düsseldorf gestaltet, der Heinrich-Heine-Universität, der Hochschule Düsseldorf, der Robert Schumann Hochschule und der Kunstakademie Düsseldorf.
hochschulradio düsseldorf wird in studentischer Selbstverwaltung vom Verein Hochschulradio Düsseldorf e.V. getragen und ist Mitglied im Dachverband der Campusradios Nordrhein-Westfalen.  Der Sender ist täglich rund um die Uhr im Raum Düsseldorf über die Frequenz 97,1 MHz und 91,2 im Kabelnetz und als MP3-Stream zu empfangen.

## Programm
Das live moderierte Programm besteht aus der morgendlichen dreistündigen Sendung „insider“ (von 8 bis 11 Uhr), in der vom Uni-Campus, aus Hochschulpolitik und Wissenschaft berichtet wird. Außerdem wird Wissenswertes und Unterhaltsames aus der Stadt, der Region und der Welt aus studentischer Sicht präsentiert. Am Nachmittag laufen Musikstrecken, das Nachmittagsmagazin "rushhour" (von 15 bis 18 Uhr) und verschiedene Themenmagazine je nach Wochentag (von 18 bis 19 Uhr). In „90minuten“ geht es um den Hochschul- und Lokalsport, „politur“ berichtet über das hochschulpolitische Geschehen, im "kulturkompass" über Kultur im weitesten Sinne, im "pixelgewitter" geht es um die Neuigkeiten aus der Videospiel-Branche und -Kultur und in der "filmfrequenz" geht es um Neues in und um die Kinos. Seit 2012 sind auch die Musik-Sendungen "klirrfaktor" und "transmission" im Programm.
Die Musikauswahl wird von der Musikredaktion bestimmt. Ziel ist es, auch neuen Bands und kleineren Musiklabels ein Forum zu geben. Ab 20 Uhr konzentriert sich das (unmoderierte) Programm vier Stunden lang auf eine Musikrichtung – montags Pop, dienstags Hip-Hop, mittwochs Rock, donnerstags Funk, Soul & Latin und freitags elektronische Musik. Am Wochenende gibt es teilweise Sondersendungen, außerdem sonntags vormittags die Jazzbar.
Am Montagabend sendet hochschulradio düsseldorf von 19 bis 20 Uhr die lokale Ausgabe der Campuscharts. In dieser Sendung werden die aktuellen Campuscharts der Campusradios NRW und die Neuvorstellungen gespielt. Während der Woche werden die nächsten Campuscharts im Internet gewählt.
Da hochschulradio düsseldorf ein 24-Stunden-Programm sendet, wird in der restlichen Sendezeit ein Musikprogramm automatisch abgespielt. Hierbei kommt zwar eine Rotation zum Einsatz, diese ist jedoch wesentlich weniger dominant, als bei anderen Sendern – sowohl privaten als auch öffentlich-rechtlichen. Dadurch ist das Musikprogramm abwechslungsreicher, büßt jedoch auch an Wiedererkennbarkeit ein. Daher werden ab und zu Station-IDs gesendet.

## Empfang
Im Düsseldorfer Stadtgebiet und dem westlichen Rand des Niederbergischen Landes ist hochschulradio düsseldorf via Ultrakurzwelle terrestrisch auf 97,1 MHz über Antenne und im Kabelnetz von Unitymedia auf 91,2 MHz zu empfangen. Zudem ist das Programm über einen Live-Stream auf der Homepage zu hören.

## Ausbildung
"hochschulradio düsseldorf" bietet interessierten Mitgliedern der Düsseldorfer Hochschulen die Möglichkeit am Programm mitzuwirken. Dazu wird ein internes Ausbildungsprogramm in Absprache mit der Landesanstalt für Medien angeboten. Die Seminare werden von eigenen Mitwirkenden und externen Medienschaffenden abgehalten. Die Mitgliedschaft in der Redaktion ist an die Mitgliedschaft im gemeinnützigen Verein Hochschulradio Düsseldorf e.V. gekoppelt.